# Districte de Hanthawaddy
El districte de Hanthawaddy fou una divisió administrativa de la Baixa Birmània creada el 1853 després de la segona guerra anglobirmana. Fou sovint anomenat districte de Ragoon per haver estat la primera capital. Va incloure inicialment la ciutat de Yangon que fou la capital del districte i de la divisió de Pegu dins el comissionariat de la Baixa Birmània, però que el 1879 fou segregada i constituïda en ciutat-districte de la divisió de Pegu (efectes el 1880). Els límits del districte es van modificar el 1864, 1879 i 1883. El 1883 el districte es va dividir en Pegu (el nord) i Hanthanwadi (el sud, exclosa la ciutat de Yangon); el 1895 es van variar els límits i posteriorment es van fer noves modificacions entre les quals la de 1903. El juny de 1972 el districte fou agregat a la divisió de Rangoon (després divisió de Yangon) on va esdevenir el districte de North Rangoon (North Yangon).